# Piers Morgan
Piers Stefan Pughe Morgan nato O'Meara (Guildford, 30 marzo 1965) è un giornalista e conduttore televisivo britannico, direttore dei tabloid News of the World dal 1994 al 1995 e del Daily Mirror dal 1995 al 2004. Volto noto dei media, è stato giudice televisivo nei talent show Britain's Got Talent e America's Got Talent.

## Biografia
Ultimo di quattro figli, è rimasto orfano di padre all'età di un anno. Ha frequentato la scuola di giornalismo presso l'Harlow College, per poi entrare come reporter presso il quotidiano The Sun. Ha ideato e presentato un programma televisivo dal 2008 al 2010, il Piers Morgan On....

## Vita privata
Morgan è cattolico e ha spesso parlato della sua fede, credendo nell'aldilà ma non nella confessione. Ha una figlia avuta dal suo secondo matrimonio.

## Doppiatori italiani
- Gabriele Calindri in: America's Got Talent e William e Kate - Il Matrimonio[senza fonte]
- Ambrogio Colombo in Criminal[4]